# Pseudabispa abispoides
Pseudabispa abispoides är en stekelart som först beskrevs av Perkins 1912.  Pseudabispa abispoides ingår i släktet Pseudabispa och familjen Eumenidae. Inga underarter finns listade i Catalogue of Life.